# Buen soldado (canción)
«Buen soldado» es una canción de la cantante chilena Francisca Valenzuela. Es el primer tema del segundo álbum homónimo y último sencillo promocional del mismo. 

## Créditos

### Personal
- Francisca Valenzuela – voz, piano y pandero.
- Pablo Ilabaca – guitarra eléctrica.
- Mocky – bajo, flauta y marimba.
- Paul Taylor – batería.
- Camilo Salinas – hammond y farfisa.
- Daniel Espinoza – trompeta.

### Grabación
- Vicente Sanfuentes: coproductor, arreglos y mezcla.
- Mocky: coproductor y arreglos.
- Francisca Valenzuela: coproductor y arreglos.
- Gonzalo "Chalo" González: grabación (Estudios Atómica), mezcla y masterización (Estudios Triana)
- Ignacio Soto Kallens: ingeniero asistente de grabación.
- Vicente Ríos: asistente de grabación.

## Video musical
El video fue dirigido por Ignacio Rojas & Antonio Luco en Santiago de Chile.
- Producción: Nicole Bonilla, Daniela Camino.
- Dirección de fotografía: Arnaldo Rodríguez.
- Montaje: Nicolás Molina.
- Arte y ambientación: Macarena Yurjevic.
- Vestuario y Maquillaje extras: Lupe Gajardo.
- Vestuario (Francisca): Natalia Schawzen.
- Maquillaje y Peinado (Francisca): Marcelo Bhanu.

## Versiones
- La banda española Miss Caffeina realizó una versión junto a Francisca en 2014.[1]

## En la cultura popular
- Banda sonora de la teleserie chilena Soltera otra vez de 2012.
- Aparece en el capítulo "Como sacarse un tipo de encima" de la telenovela argentina Guapas de 2014.